# سفرهای مارکو پولو
سفرهای مارکوپولو (به فرانسوی: Livres des merveilles du monde) یا میلیون نام کتابی‌ست که توسط روستیکلو دا پیزا براساس داستان سفرهای مارکو پولو در قرن سیزدهم میلادی، نوشته شده بود. کتاب در قالب داستان‌هایی است که توسط کاوشگر و جهانگرد ایتالیایی روایت می‌شود. سفرهای پولو در آسیا میان سال‌های ۱۲۷۱ تا ۱۲۹۵ به وقوع پیوست که تجربیات و مشاهدات وی از دربار قوبلای خان را شرح می‌دهد
مارکوپولو (Marco Polo)، جهانگرد مشهور ونیزی در سال ۱۲۵۴ میلادی متولد شد. پدرش نیکولوپولو تاجری سرشناس بود که برای تجارت به سرزمین‌های دور دست سفر می‌کرد. سفرنامه مارکوپولو از جمله سفرنامه‌هایی است که پیش از عهد صفویه نگاشته شده‌است و حاوی اطلاعاتی غنی دربارهٔ ایران نیز است.
این کتاب حاوی اطلاعاتی دربارهٔ دربار، کاخ‌ها، لشکریان و شکوه امپراتور مغول قوبلای‌خان است و علاوه بر این دارای دانستنی‌هایی از مردم و رسوم آن‌ها، معابد، باغ‌های خیره‌کننده، صحراها و کویرهای آسیا از خاور دور تا خاورمیانه است. مارکو سفر خویش را در معیت پدر و عموی خود، نیکولو و مافئو در سفر دوم آنان به شرق، در حدود سال ۱۲۷۰ میلادی آغاز کرد. سفر مارکو در سرزمین‌هایی مانند فلسطین، ایران، ترکستان و سرانجام چین ادامه یافت و بازگشت وی نیز در سال ۱۲۹۲ میلادی از طریق سوماترا، جاوه، سیلان، سواحل هندوستان، ایران و بالاخره سواحل دریای سیاه، قسطنطنیه صورت گرفت و سرانجام به ونیز رسید. وقتی که مارکوپولو به اروپا برگشت، ونیز محل زندگی‌اش را در جنگ با جنوا دید و برای دفاع از وطنش جنگ کرد. اما در قرن سیزدهم بعد از زد و خورد نیروهای دو کشور در دریا، اسیر نیروهای جنوا شد و به زندان افتاد و به مدت یک سال در زندان بود که داستان سفرهایش را برای هم‌سلولی‌اش، روستیکلو دا پیزا تعریف کرد و او داستان‌های پولو را می‌نوشت، البته از خودش نیز حکایت‌هایی به آن افزود.
متن این کتاب خیلی زود در سراسر اروپا پخش شد و با نام سفرهای مارکوپولو شناخته شد. این کتاب سفرهای مارکوپولو در سراسر آسیا را در برابر دیدگان خواننده به نمایش می‌گذاشت و نخستین برداشت را دربارهٔ زندگی در خاور دور، چین، هند، ژاپن و ایران و خاورمیانه را در ذهن اروپاییان پدیدمی‌آورد.